# London Palladium

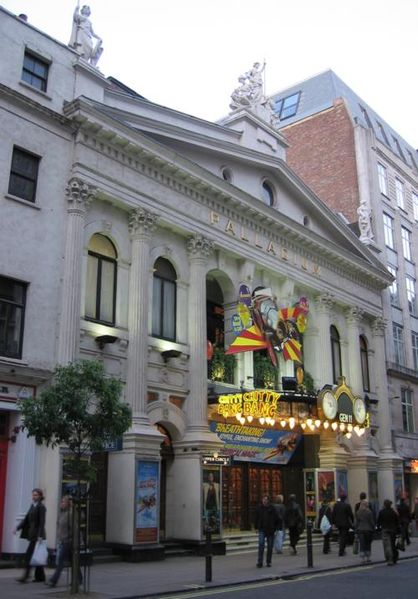
Palladium Theatre

Das London Palladium ist ein Theater des Londoner West Ends in der Argyll Street.

## Gebäude
Das heutige Gebäude des London Palladiums wurde 1910 erbaut, obwohl der Bau der Fassade bis in das 19. Jahrhundert zurückreicht. Es war ein zeitgenössisches, hölzernes Gebäude namens Corinthean Bazaar, das dazu diente, Kunden des seit Kurzem geschlossenen Pantheon Bazaar (das heutige Marks & Spencer) in der Oxford Street anzulocken. Das Theater wurde ein Jahr später unter Aufsicht von Fredrick Hengler als Veranstaltungsstätte für einen Zirkus umgebaut. Als Nächstes wurde aus dem Theater der National Skating Palace – ein Eislaufstadion. Dieses Vorhaben scheiterte jedoch und der berühmte Architekt Frank Matcham wurde beauftragt, das Gebäude erneut umzubauen, um es schließlich zu einem Theater zu machen.

## Geschichte des London Palladium
In den 1880er Jahren war das Grundstück des heutigen London Palladiums das Zuhause des Hengler's Circus. Das Theater von heute wurde 1910 erbaut und ist seither bekannt für sein weitgefächertes Angebot. Erst 1934 erhielt das Theater, das vorher nur The Palladium hieß, den Namen The London Palladium.
Von 1955 bis 1967 erreichte das Theater großen Bekanntheitsgrad durch die Ausstrahlung der wöchentlichen Fernsehsendung Sunday Night at The London Palladium mit dem Gastgeber Tommy Trinder (später Bruce Forsyth). Die Sendung wurde Ende der 1980er-Jahre von dem Format Live from The Palladium abgelöst. Außerdem dient das Theater als Konzerthalle, wobei das bisher legendärste wohl das gemeinsame Konzert von Judy Garland und Liza Minnelli war, das vom Fernsehen übertragen wurde.
Im Jahre 1931 brachte das London Palladium eine Gruppe von Komikern hervor, die unter dem Namen „Crazy Gang“ bekannt wurden und die von Juni 1931 bis Oktober 1939 im Palladium spielten.
Seit den 1980er-Jahren ist das London Palladium vor allem für seine Musical-Produktionen, wie beispielsweise Oliver!, The King and I oder Singin' in the rain berühmt.

## „Really-Useful“-Ära
Im Jahre 2002 gelangte das Theater in den Besitz von Andrew Lloyd Webbers „Really Useful Group“ und 2002 wurde die berühmte (aber veraltete) Drehbühne abgeschafft, um Platz für modernere Technologien zu machen.
Von April 2002 bis zum 4. September 2005 war das London Palladium Schauplatz einer Theaterversion von Chitty Chitty Bang Bang. Während der langen Spielzeit übernahmen viele Prominente Rollen in der Produktion. Diese Show war die bisher erfolgreichste Produktion in der langen Geschichte des Theaters.

## Ehemalige Produktionen
- 1994: Oliver!
- 1998: Saturday Night Fever
- 2000: The King and I
- 2002: Chitty Chitty Bang Bang
- 2005: Scrooge - The Musical
- 2006: Sinatra at The London Palladium
- 2006: The Sound of Music
- 2009: Sister Act
- 2011: The Wizard of Oz
- 2012: Scrooge - The Musical
- 2013: A Chorus Line
- 2014: Cats